# Nicolas Léonard Tourte
Nicolas Léonard Tourte, noto come Tourte l'aîné (Parigi, 20 gennaio 1746 – Parigi, 11 settembre 1807 o 1817), è stato un archettaio francese.
Figlio di Nicolas Pierre Tourte e fratello di François Xavier, è meno noto rispetto al fratello ma contribuì in misura probabilmente non inferiore alla nascita dell'arco moderno e della scuola d'archetteria francese.

## Biografia
Fu istruito dal padre sulla costruzione di archi a partire dal 1756 circa e alla sua morte nel 1764 proseguì da solo l'attività d'archettaio.  Lavorò presso un ospizio per non vedenti in Quinze Vingts fino al 1780 circa, come si desume dal secondo timbro "AUX 15 VINGT" riportato su alcuni archi modello Cramer da lui prodotti in quel periodo. Verosimilmente collaborò con uno o più archettai, come desumibile da alcune variazioni nelle caratteristiche dei talloni nella sua produzione. Fu forse attivo anche come musicista, in quanto è descritto come artiste in due documenti parrocchiali (datati 1803 e 1821).

## Caratteristiche della produzione
Produsse archi in diversi stili, e alcuni erano quasi sicuramente destinati a strumenti non appartenenti alla famiglia del violino. A partire dal 1770 circa produsse archi modello Cramer, per i quali (e anche per altri modelli nell'ultima parte della sua produzione) impiegò pernambuco di ottima qualità e usò ebano per i talloni in maniera coerente nell'ultimo periodo, ma spesso si servì di altri legni esotici per le bacchette e le montature. Le bacchette sono solitamente tonde e timbrate TOURTE·L, e spesso l'attaccatura dei crini al tallone non è coperta.